# ФК Палермо
ФК Палермо (итал. Unione Sportiva Città di Palermo) је фудбалски клуб из Палерма, Италија. Клуб је основан 1898. године и тренутно се такмичи у Серији Б. Палермо домаће утакмице игра на стадиону Ренцо Барбера (Stadio Renzo Barbera) који има капацитет од 36.349 места.
Клуб је у сезони 2018/19. првобитно био на трећем месту у Серији Б (место које води у бараж за пласман у Серију А), али му је због финансијских малверзација одузето 20 бодова и премештен је на 11. место и избачен је из Серије Б у Серију Д, четврти ранг италијанског фудбала. Сезоне 2019/20. Палермо је завршио на првом месту групе И у Серији Д и тиме се пласирао у Серију Ц, трећи ранг италијанског фудбала.

## Историја клуба
Клуб, као и неколико других италијанских тимова, вуче корене из Енглеске. Фудбал су у Палермо донели енглески морнари, који су у слободно време овај спорт играли у градској луци. Тачан датум оснивања клуба није одређен. Многи тврде да је клуб основан 1898. на основу папира који Џосефа Витакера (тадашњег енглеског конзула у Палерму) одређују као првог председника клуба.

Ипак, најчешће (а уједно и званично) као датум оснивања наводи се 1. новембар 1900 - овог датума је, наводно, основан под именом Anglo Panormitan Athletic and Football Club. Према званичним наводима, клуб је основао Игнацио Пагано, Витакеров колега, који је фудбал открио на лондонском колеџу, где је спорт већ био популаран. Пагано је у Лондону такође упознао и Алфреда Марангола, који је касније основао италијански прволигашки клуб Месину.
Први историјски меч тим је одиграо 30. децембра 1900, и завршио се поразом 0-5 од непознатог енглеског аматерског тима. Боје клуба су првенствено биле плава и црвена. Дванаест играча, колико их је клуб имао, се у почетку окупљало и тренирало на терену на Вија Нотарбартолу, који је припадао Витакеру. Први званични меч одигран је 18. априла 1901, против Месине, а ово је уједно била и прва победа, 3-2. Од 1905 игран је Витакеров Челенџ куп, и одржан је три пута - од чега је Палермо тријумфовао једанпут.
Клуб је 1907. године променио име у Palermo Foot-Ball Club, а клупске боје су промењене у розе и црно, и ту комбинацију боја клуб и данас користи. Званично писмо из тог времена каже да ове боје представљају слатко и горко, а неки извори тврде да су ове боје добијене захваљујући незгоди при прању првобитних плавих и црвених дресова.
Од 1908 до 1914 Палермо је играо у Липтон челенџ купу, који су играли против Наполија. Сицилијанци су победили три пута, укључујући и победу од 6-0 1912. Од почетка до краја Првог светског рата клуб није имао никакве фудбалске активности.
Клуб је после Првог светског рата обновљен од стране младих студената и спортских функционера са бароном Серђом на челу. Име клуба је 16. фебруара 1919 промењено у U.S. Palermo. Тим се 1920 такмичио у сицилијанском фудбалском купу (Coppa Federale Siciliana), а у следећих пет година у такмичењу Campionato Lega Sud, где су 1924 дошли до полуфинала.

### Истакнуће у лиги (1927—1943)
Палермо је 10. јула 1927 био приморан да се повуче из националне лиге због финансијских потешкоћа. Клуб се четири дана касније спојио са Вигор Палермом чиме је настао Palermo FootBall Club. Нови клуб је примљен у тадашњу Прву дивизију, која је по јачини једнака са данашњом Серијом Ц1. 
Клубу је требало четири године да се избори за промоцију у Серију Б, па је 1931 Карло Радиће одвео Палермо у другу дивизију са 15 голова. Екипа је замало успела да се избори за треће место у Серији Б, чиме би прошла у прву лигу, али је Бари ипак у неизвесном првенству одмакао за три бода. Палермо је, ипак, следеће сезоне успео да освоји Серију Б, са Радићеових 27 голова.
У првој сезони у Серији А клуб је прешао на нови стадион под именом Стадио Литорио, данас познатом као Стадио Ренцо Барбера, у насељу Фаворита. Први меч на овом стадиону одигран је 24. јануара 1932 против Аталанте, и Палермо је победио са 5-1. Клуб је неколико сезона тражио форму у лиги, а сезону 1934/35 завршили су као седми. Следеће сезоне клуб није успео да се избори за опстанак у лиги и завршио је у Серији Б.
Палермо је следеће три сезоне у другој дивизији завршавао на седмом месту. У овој лиги клуб је играо са сицилијанским ривалима Месином и Катањом. Од прве утакмице Палерма и Калчо Катање овај дерби је познат као Дерби Сицилије.
Године 1936. фашистички режим је приморао клуб да промени боје у жуту и црвену. Палермова четврта сезона у другој лиги је била и најпроблематичнија; Финансијски проблеми су били све већи, док клуб није избачен из лиге због економског стања. Спајањем са локалним клубом Unione Sportiva Juventina Palermo клуб се вратио у Серију Ц 1941 играјући у светлоплавим дресовима. Палермо се 1942. вратио у другу лигу и вратио своје оригиналне боје - розе и црну. Ипак, клуб се 1943 поново повлачи из лиге због Другог светског рата.

## Палермо после рата
Реконструисана екипа изборила је повратак у прву лигу победом у Серији Б 1947/48. У овој генерацији Палерма играле су звезде као што су Чех Чештимир Вицпалек, Ди Бела и Павези. Палермо је у првој сезони након повратка у Серију А остварио једанаесто место, а до краја сезоне италијански фудбал је потресен трагедијом у којој је погинула комплетна постава ФК Торина. Уследиле су три сезоне у средини табеле за сицилијански клуб, са десетим местом као најбољим резултатом. Првог јануара 1954- председник клуба је извршио самоубиство у Риму, а клуб је испао у Серију Б.
Палермо је у овом периоду променио много чланова управе. На чело клуба је дошао нови председник, Ђузепе Трапани, а управни одбор су чинили Артура Казина и Салваторе Виљардо. Нови тренер, Карло Риђоти, ангажован је заједно са 14 играча, као што су Енцо Бенедети, капитен клуба од 1955 до 1962, и Сантијаго Вернаца, чувени голгетер.
Сезоне 1955/56 клуб је поново обезбедио повратак у прву лигу. Палермо је тада почео традицију испадања и повратака у прву лигу. Као тренер је ангажован играч Милана Еторе Пурићели, а као највеће појачање звезда Ривер Плате Сантијаго Вернаца, који је постигао 51 гол у 115 утакмица и до данас је остао други најбољи стрелац у историји клуба. 
Шездесетих је за клуб бранио Роберто Анцолин који је касније продат Јувентусу за који је одиграо преко 200 утакмица. За Палермо је касније потписао и Ђузепе Фурино. Клуб је имао добре односе са Јувентусом током шездесетих, па им је торински клуб позајмио Карла Матрела и Франка Каузија. Палермо је освојио једно осмо место у лиги у овој деценији, а остатак шездесетих година је провео наизменично у другој и првој италијанској лиги. Име клуба је 1967 промењено у Società Sportiva Palermo

## Успеси
- Куп Италије
  - Финалиста (3) : 1973/74, 1978/79, 2010/11.
- Серија Б
  - Првак (5) : 1931/32, 1947/48, 1967/68, 2003/04, 2013/14.
- Липтон куп
  - Освајач (5) : 1910, 1912, 1913, 1914, 1915.

## Стадион
Палермо своје утакмице игра на стадиону Ренцо Барбера, који има капацитет од 36.349 седећих места.

## Палермо у европским такмичењима
| Сезона  | Такмичење   | Коло          | Земља        | Клуб               | Резултат            |
| ------- | ----------- | ------------- | ------------ | ------------------ | ------------------- |
| 1960    | Митропа куп | Група         | Мађарска     | Диошђер ВТК        | 1:2, 0:2            |
| 1969    | Митропа куп | Осмина финала | Чехословачка | Интер Братислава   | 0:3, 1:0            |
| 2005/06 | Куп УЕФА    | 1. коло       | Кипар        | Анортозис          | 2:1, 4:0            |
|         |             | Група         | Израел       | Макаби Петах Тиква | 2:1                 |
|         |             | Група         | Русија       | Локомотива Москва  | 0:0                 |
|         |             | Група         | Шпанија      | Еспањол            | 1:1                 |
|         |             | Група         | Данска       | Брондби            | 3:0                 |
|         |             | 3. коло       | Чешка        | Славија Праг       | 1:2, 1:0 пгг        |
|         |             | Осмина финала | Њемачка      | Шалке 04           | 1:0, 0:3            |
| 2006/07 | Куп УЕФА    | 1. коло       | Енглеска     | Вест Хем јунајтед  | 1:0, 3:0            |
|         |             | Група         | Њемачка      | Ајнтрахт Франкфурт | 2:1                 |
|         |             | Група         | Енглеска     | Њукасл јунајтед    | 0:1                 |
|         |             | Група         | Турска       | Фенербахче         | 0:3                 |
|         |             | Група         | Шпанија      | Селта Виго         | 1:1                 |
| 2007/08 | Куп УЕФА    | 1. коло       | Чешка        | Млада Болеслав     | 1:0, 0:1 (2:4 пен.) |
| 2010/11 | Лига Европе | 4. коло кв.   | Словенија    | Марибор            | 3:0, 2:3            |
|         |             | Група         | Русија       | ЦСКА Москва        | 0:3, 1:3            |
|         |             | Група         | Чешка        | Спарта Праг        | 2:3, 2:2            |
|         |             | Група         | Швајцарска   | Лозана             | 1:0, 1:0            |
| 2011/12 | Лига Европе | 3. коло кв.   | Швајцарска   | Тун                | 2:2, 1:1 пгг        |